# Scipione Mercurio
Scipione Mercurio (Roma, 1540 circa – Roma, 1615 circa) è stato un medico e religioso italiano.

## Biografia

### La formazione e il periodo milanese
Nacque a Roma, dove fu istruito nelle arti liberali. Dopo il 1568 studiò medicina a Bologna, dove seguì le lezioni di anatomia di Giulio Cesare Aranzi e fu allievo di Giovanni Zecchi; si trasferì poi a Padova, dove ebbe per maestro Ercole Sassonia. Nell'esercizio della pratica medica poté dunque vantare una preparazione teorico-accademica – basata sulla teoria degli umori e sullo studio dell'anatomia – che lo qualificava come «medico fisico» e che perciò lo distingueva dai «medici chirurghi» e dai barbieri, cui solitamente venivano affidati gli interventi chirurgici e le operazioni manuali e cui era vietata la prescrizione di medicine e cure. Non è chiaro se abbia effettivamente praticato l'ostetricia, attività solitamente delegata alle levatrici e – solo in casi del tutto eccezionali – ai chirurghi; infatti, nonostante egli abbia affermato di aver assistito ad alcuni parti, le sue nozioni anatomiche e iconografiche non sembrano discostarsi dalla tradizione letteraria ginecologica.
Entrò nell'Ordine dei frati predicatori con il nome di fra' Girolamo presso il convento di Sant'Eustorgio di Milano: qui, presso lo Studio del convento, ebbe modo di approfondire gli studi di filosofia e teologia e forse anche di logica e matematica; inoltre, fu supplente dal 1577 al 1578 e reggente dello Studio dal 1579 al 1580 e ancora dal 1582 al 1583. 
Nonostante la pratica medico-chirurgica fosse vietata al clero, divenne medico presso le più nobili famiglie milanesi, recandosi ancora a Padova e a Bologna per perfezionare lo studio della medicina (nel 1578, nel periodo di supplenza presso lo Studio del convento, avrebbe assistito all'estrazione di un neonato vivo dalla madre che era stata uccisa al nono mese di gravidanza, operazione eseguita a Bologna dal maestro Aranzi). L'esercizio della professione medica non era però compatibile con la vita religiosa e con il suo ruolo di reggente dello Studio del convento di S. Eustorgio e perciò in un anno imprecisato abbandonò l'Ordine per potersi dedicare interamente alla pratica medica; pare infatti poco probabile che egli abbia potuto godere di una dispensa papale per proseguire lo studio e la pratica della medicina anche dopo aver preso i voti.

### L'esercizio dell'arte medica e il ritorno nell'Ordine dei frati predicatori
Dopo aver abbandonato la vita monastica, iniziò a girovagare per l'Italia centro-settentrionale praticando l'attività di medico: dapprima fu a Peschiera, poi nel 1590 si spostò nella Francia meridionale al seguito delle truppe del condottiero imperiale Girolamo di Lodron; si trasferì di nuovo a Peschiera (dove acquistò delle proprietà), poi a Monselice e a Civitavecchia e ancora a Cento e a Lendinara, dove lavorò come «medico publico» stipendiato prima dallo Stato pontificio (a Cento) e poi dalla Repubblica di Venezia (a Lendinara). Risulta anche un suo incarico di lettore di medicina svolto presso lo Studio bolognese nell'anno accademico 1584-1585.
Nel 1602 o 1603, su consiglio del priore domenicano Giulio Landrano, rientrò nell'Ordine dei frati predicatori presso il convento di Venezia; qui si dedicò alla spezieria e alla ristrutturazione della sacrestia e continuò a occuparsi di medicina, forse grazie a una dispensa papale. In questo periodo si recò saltuariamente ad Alessandria e a Milano, dove risulta ancora una volta reggente dello Studio di S. Eustorgio dal 1604 al 1607. Morì presumibilmente nel 1615, secondo alcuni a Venezia, ma molto più probabilmente a Roma.

## Opere

### La comare o ricoglitrice(1596)

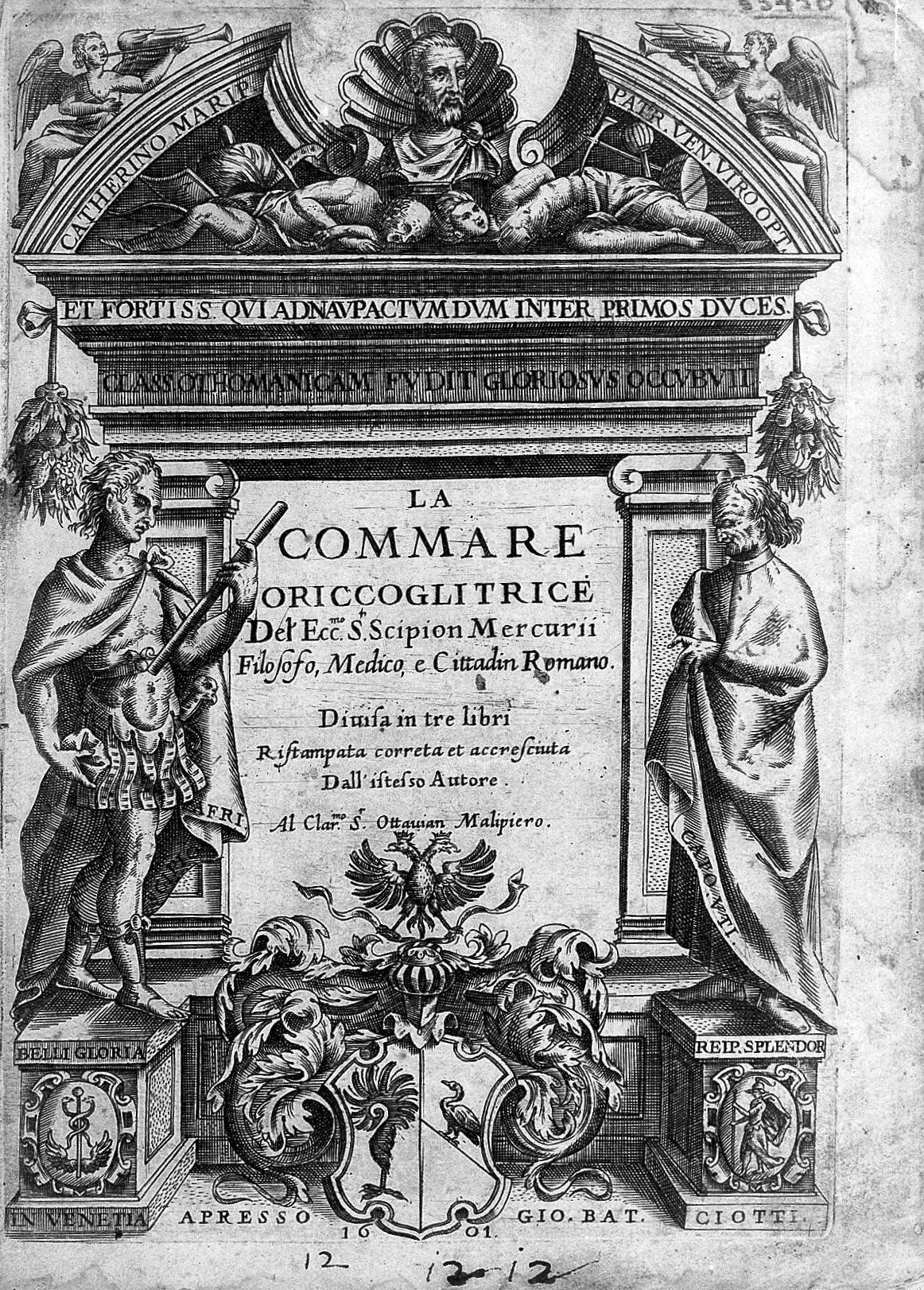
Frontespizio dell'edizione del 1601 della Commare o riccoglitrice.

Nel 1596 venne pubblicata a Venezia la prima edizione della Comare o ricoglitrice; si conoscono in totale ventitré edizioni dal 1596 al 1713, di cui tre in lingua tedesca (due a Lipsia e una a Wittenberg): le edizioni successive riportano titoli differenti, dapprima La comare o raccoglitrice e poi La commare o raccoglitrice. Fu l'unico trattato di ostetricia in volgare in uso in Italia fino al 1721, quando venne pubblicato un nuovo manuale a opera di Sebastiano Melli dal titolo La comare levatrice.
Il manuale è suddiviso in tre volumi: il primo volume è dedicato al parto normale; il secondo al parto difficile, all'aborto e al parto cesareo; il terzo alle malattie ostetriche, ginecologiche e pediatriche. L'originalità del trattato – poco innovativo per quanto riguarda i contenuti e le nozioni anatomico-scientifiche – risiede nella lingua utilizzata, il volgare romano anziché il latino: l'intento volgarizzatore rivela la volontà da parte dell'autore di raggiungere un pubblico più vasto e di prendere le distanze da una visione elitaria della medicina, diffusa tra gli altri autori dell'epoca. Il manuale è direttamente indirizzato alle levatrici, ma la ricchezza di citazioni erudite e letterarie fa pensare che si tratti di un mero espediente letterario e che i reali destinatari dell'opera fossero uomini borghesi e medici.
Nel trattato è rilevabile la commistione – tipica della medicina dell'epoca – di rimedi terapeutici antico-medievali, delle più recenti scoperte anatomico-scientifiche e del sapere pratico e popolare delle levatrici; inoltre, le nozioni della medicina classica non sono accettate acriticamente, bensì riviste alla luce di uno spirito propenso alla sperimentazione. La farmacopea e la pratica terapeutica descritte nel manuale prevedono il ricorso a diete, tisane, unguenti e suffumigi ma anche a formule e amuleti, nella convinzione che essi possano operare secondo «proprietà occulte», cioè secondo forze non visibili. Nonostante la predisposizione alla prova diretta di cui dà prova l'autore, le raffigurazioni e le descrizioni anatomiche relative agli organi genitali femminili paiono ancora fortemente pregiudicate da teorie risalenti alla medicina classica: ne sono un esempio la raffigurazione dell'apparato genitale femminile come la «versione rovesciata» dell'apparato genitale maschile, secondo un'antica concezione filosofica messa in discussione già nel 1561 dalle scoperte anatomiche di Gabriele Falloppio.   
Secondo l'autore la levatrice deve possedere un'ottima esperienza pratica per gestire le problematiche che possono insorgere prima, durante e dopo il parto e per prendersi cura della madre e del neonato: per fare ciò, oltre alla propria manualità, essa dispone anche di rasoi, uncini e assistenti varie. Deve essere forte e in buona salute, scaltra, affabile e allegra nel confortare le partorienti.    
L'autore è convinto sostenitore della teoria immaginazionista, secondo la quale la madre può imprimere sul corpo del feto immagini e forme che derivano dalla propria immaginazione e dalle proprie voglie. Inoltre, tratta del parto cesareo così come è stato descritto dal medico francese François Rousset, sostenendo di aver sentito parlare per la prima volta di questa pratica nel suo periodo di permanenza in Francia e decantandone le qualità.    

### Degli errori popolari d'Italia(1603)
Nel 1603 venne pubblicato a Venezia Degli errori popolari d'Italia con l'approvazione dei confratelli e del Consiglio dei dieci. L'opera è composta da sette volumi, ciascuno preceduto da una lettera dedicatoria (le epistole furono poi eliminate nelle edizioni successive), ed è suddivisa in due parti: i primi sei libri trattano degli errori commessi nei confronti della medicina, del medico e del paziente, mentre l'ultimo libro tratta degli errori commessi nello stile di vita.
Secondo l'autore, la medicina è una scienza creata da Dio a beneficio degli uomini affinché essi possano vivere in salute. Essa si basa sulla conoscenza degli autori antichi (Ippocrate e Galeno) e sulla teoria umorale, sebbene un medico non possa definirsi tale senza un'ottima cultura filosofica e generale; in particolare, l'autore auspica lo studio dell'anatomia e la pratica della chirurgia da parte dei medici, ribadendone l'importanza in controtendenza rispetto alla tradizione allora diffusa che considerava la chirurgia come una pratica ignobile e l'anatomia come una disciplina interdetta. L'autore descrive con cura e pertinenza le istituzioni sanitarie pubbliche italiane e ne augura il buon funzionamento al fine di controllare l'operato di medici e chirurghi e di verificarne la preparazione. Anche negli Errori è rilevabile la commistione di teorie scientifiche e pratiche superstiziose e popolari già presente nella Comare e tipica della medicina dell'epoca.
Negli Errori è presente una preoccupazione controriformistica assente nella Comare, probabilmente dovuta al riavvicinamento all'Ordine e alla senilità: oltre agli attacchi rivolti contro eretici, streghe ed ebrei, si possono rilevare anche critiche contro i ciarlatani (accusati di proporre rimedi medicinali nonostante la loro ignoranza della farmacopea) e contro le levatrici stesse (dipinte come possibili streghe, a differenza della Comare in cui se ne restituisce un'immagine sostanzialmente positiva).

### Altre opere
Oltre alla Comare o ricoglitrice e agli Errori popolari d'Italia, i biografi antichi diedero notizie di altre opere che sarebbero state prodotte dall'autore: Del mal francese, Alcuni scritti sopra la prima parte degli aforismi d’Hippocrate, L’orologio della sanità, Il cortigiano catholico e I commenti sopra le sette giornate della creazione del mondo di Torquato Tasso. Le ultime due opere non sono mai state rinvenute nei repertori bibliografici; L’orologio della sanità è in realtà il sottotitolo del secondo volume degli Errori, per cui si tratterebbe di un malinteso e non di due opere differenti; infine, Del mal francese e gli Aforismi d’Hippocrate si sono rivelate essere due lezioni del maestro Zecchi, la cui trascrizione e pubblicazione furono curate da Mercurio.